# Groupe de la humite

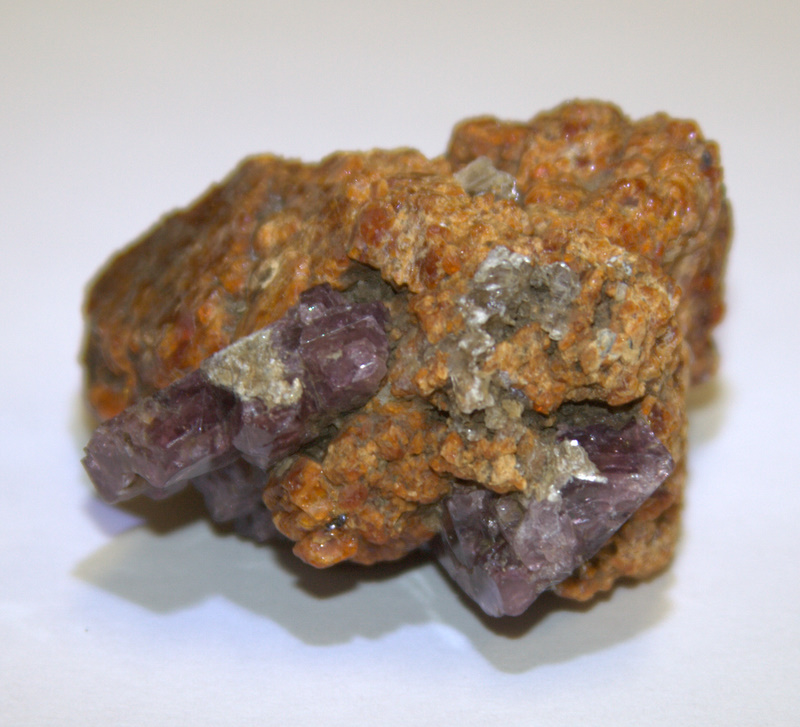
Cristaux de humite (en mauve)

Le groupe de la humite est un groupe de minéraux de la famille des nésosubsilicates de formule générale An(SiO4)m(F,OH)2. Ce groupe a d’étroites parentés cristallographiques, physiques, chimiques, et de paragenèse avec les silicates d'alumine et qui se rapproche aussi de la forstérite.
Lorsque A est majoritairement le magnésium, on a le sous-groupe de la humite :
- La norbergite Mg (OH,F)2. Mg2SiO4, orthorhombique ;
- La chondrodite Mg (OH,F)2. 2[Mg2SiO4] monoclinique ;
- La humite Mg (OH,F)2. 3[Mg2SiO4] orthorhombique ;
- La clinohumite Mg(OH,F)2. 4[Mg2SiO4] monoclinique.

Le sous-groupe de la mangano-humite comprend :
- L'alleghanyite Mn2+5(SiO4)2(OH,F)2
- La manganohumite (Mn,Mg)7(SiO4)3(OH)2
- La sonolite Mn9(SiO4)4(F,OH)2

et le sous-groupe de la leucophoenicite comprend :
- La ribbeite Mn5(SiO4)2(OH)2
- La leucophoenicite (Mn,Ca,Mg,Zn)(SiO4)3(OH)2
- La jerrygibbsite (Mn,Zn)9(SiO4)4(OH)2

Mg peut être remplacé par Fe et TiO2 peut intervenir notablement jusqu'à 5 % dans ces composés.
Les minéraux du groupe de la humite s'altèrent habituellement en serpentine ou en chlorite riches en magnésium et se dissolvent par météorisation, laissant des résidus d'oxyde de fer.